# Bec des Rosses
Der Bec des Rosses ist ein Berg in den Walliser Alpen nahe der Ortschaft Verbier im Schweizer Kanton Wallis.
Er ist Teil der Verbier und der Les Quatre Vallees Skigebiete. Jedes Jahr findet am Berg das Finale der Freeride World Tour Extreme Weltmeisterschaft für Skier und Snowboarder statt. Der Start liegt auf 3223 m ü. M. Die Teilnehmer suchen sich ihre eigenen Abfahrten über einen Höhenunterschied von 500 Metern aus. Mit einem Gefälle zwischen 55 und 60 Grad gilt der felsige Berg als einer der schwierigsten Skiabfahrten der Alpen.